# Mongolian Death Worm (filme)
Mongolian Death Worm (O Retorno dos Vermes Malditos no Brasil) é um filme de 2010 criado pelo canal de televisão   Sci-Fi. Recebeu o título de Vermes Malditos, mas o filme não tem nenhuma ligação com a série de filmes Tremors. No Brasil, foi lançado em DVD pelo Grupo Playarte. 

## Sinopse
Quando uma companhia de petróleo americana configura uma planta experimental de perfuração nos vastos desertos da Mongólia, despertam um ninho de criaturas mortais que estavam adormecidas durante séculos, o Verme-da-mongólia. Sua única esperança é o caçador de tesouros Daniel Upton, que passou a vida procurando a tumba lendária de Genghis Khan, que é um grande ser protegido pelos vermes. Daniel deve descobrir o que ele pode fazer para matar essas criaturas, mas parar esses monstros pode significar a destruição do trabalho de sua vida para sempre.